# Nodularia
Nodularia és un gènere de cianobacteris filamentosos o algues verdes-blaves que es troben en aigües poc salines com el mar Bàltic. Algunes espècies produeixen una toxina anomenada Nodularin R, que és perjudicial per als humans.